# Marca Cañón
Marca Cañón fue un grupo humorístico teatral y televisivo argentino, oriundo de la ciudad de Rosario. En sus presentaciones combinaba sketches, monólogos y canciones, y es considerado como una de las agrupaciones artísticas más destacadas de la ciudad. Fue formado e integrado por Beto Chiesa, Jorge Fossetti y Germán Mazzetti. Fue también integrado originalmente por Adrián Cossettini hasta el año 2000.

## Historia
La primera labor humorística profesional del grupo fue en el programa televisivo desarrollado en conjunto por los miembros de la troupe, el show de sketches Marca Cañón, Humor Fino (tan fino que ni se nota), emitido en un canal de cable de Rosario y que obtuvo 2 Premios Martín Fierro del Interior consecutivos (por las temporadas 1996 y 1997). Su continuación fue Marca Cañón, la marca del campión (sic), emitido durante 1998 en Canal 3 de Rosario. Estos ciclos forjaron un hecho atípico en la programación televisiva del interior del país, acostumbrada a emitir, generalmente, programas porteños. Lo ambicioso de la propuesta consistió en producir un ciclo de ficción humorística, íntegramente conformado por sketches, de manera casi artesanal, con todos los roles artísticos (guion, dirección, producción artística, actuación) y técnicos (edición, fotografía, realización, etc.) cubiertos por los cuatro miembros del conjunto en ese entonces. La repercusión obtenida en el público, la crítica y los premios mencionados, colocaron a Marca Cañón en el mapa artístico rosarino.
A partir de mediados de los 90' el grupo se desempeñó ininterrumpidamente en el humor en Rosario y Buenos Aires, con espectáculos teatrales, café concert y participaciones en numerosos programas de TV, locales y nacionales. En el 2012 se dio un cierre de Marca Cañón como grupo de tres miembros, quedando como dúo Fossetti y Mazetti, quienes retienen el nombre de la agrupación e incorporan actores de reparto para distintos roles en sus shows.
La actividad grupal de Marca Cañón se retomó en 2016, volviendo a los escenarios a veinte años de su fundación, y reincorporando al miembro original Beto Chiesa. En 2019 Marca Cañón fue declarado por el Concejo Deliberante de Rosario como "Grupo Teatral Distinguido de la ciudad". Poco después de obtener este honor, el grupo anunció su última función en conjunto. A partir de 2020 los miembros de Marca Cañón continúan con sus carreras humorísticas y teatrales de manera individual.
A mediados de 2024 Marca Cañón vuelve brevemente, esta vez como un dúo integrado por Fossetti y Mazzetti.

## Televisión
Aparte de los ciclos propios mencionados anteriormente, Marca Cañón ha participado en otros programas televisivos, en canales de Capital Federal y Rosario. Entre ellos, cabe citar a:
- Showmatch / Videomatch, conducido por Marcelo Tinelli. Jorge Fossetti imitó a Daniel Scioli en "Gran Cuñado 2009". Además, en 2002, Fossetti fue uno de los tres ganadores del certamen de humoristas “Comic” y participó del elenco durante el 2003. Germán Mazzetti y Beto Chiesa fueron finalistas del “Comic 2003”.

- Estilo K (conducido por Diego Korol, TyC Sports 2004). Personajes y Sketches: Angelo el Mánager, Politraumatismo Sosa y Esmo King, Locos Lindos, Osvaldito y su Maestra, el Pastor Gutiérrez, Loco por Bielsa, etc.
- Totalmente (conducido por Miguel del Sel, Canal 9, 1999).
- Patas para Arriba (con Horacio Fontova y Daniela Fernández, Canal 13, 1997)
- y en envíos rosarinos como Bótelos, Block & Roll, Zapping Sport y otros (canales 3 y 5 de Rosario), con diferentes sketches y personajes entre los que se ha destacado, por su continuidad y trascendencia, Osvaldito.

## Teatro
Marca Cañón estrenó diferentes espectáculos teatrales, siempre con guion, dirección y producción propias:
- Marca Cañón Retro Vintage (2018)
- Marca Cañón Retro (2017)
- Marca Cañón Vintage (2016)
- Tema: La Vaca (2011) (libro y dirección Jorge Fossetti)
- Monólocos (antología de monólogos) (2008)
- Humor de Marca (2006-10)
- Lo Mejorcito de Marca Cañón (antología) (2004-08)
- Saldos & Novedades (2003)
- Grandes Éxitos (antología) (2001-02. 2010-11)
- Faltaba Más! (2000)
- 5 Estrellas (1998-99)

Los mismos han sido presentados en los principales teatros de Rosario, Buenos Aires, Mar del Plata, y otras localidades.
Los shows del conjunto, con un estilo ecléctico y una fuerte impronta grupal, se basaban en sketches, monólogos y canciones. Combinaban humor absurdo, escenas costumbristas, un veloz e ingenioso manejo de lenguaje y actualidad, sin soslayar el espacio para la improvisación y el guiño al público. Los personajes de cada espectáculo estaban graciosamente delineados y sorprendían por su cantidad y diversidad.

## Participaciones en otros espectáculos teatrales
- 2006: La Noche del 4, con Éber Ludueña (futbolista ficticio creado e interpretado por Luis Rubio), función especial en Rosario.
- 2007: La Feria del Humor, festival nacional organizado por la Municipalidad de Rosario.
- 2003: Festival Ristoc, en Rosario.

## Personajes destacados
Algunos de los personajes más exitosos del trío son, entre otros:
- Osvaldito y su maestra particular.
- El Profesor y El Doctor, dos catedráticos que llevan adelante la conferencia sobre "La Vaca".
- El Pastor Gutiérrez, fundador de la Iglesia Paz Loco Paz.
- Los tangueros Alfredo Castel, Alberto Morel y Armando Martel.
- El especialista en ovnis, Licenciado José Luis Cosmos.
- Los mariachis Pancho y "El Guitarra".
- El Dr. Fernández y sus pacientes.
- El payaso Chin Chin.
- El dúo de folcloristas integrado por Juan y Luis Durán: los Durán Durán.
- El boxeador José "Politraumatismo" Sosa y su mánager.
- El capo mafioso Don Canelone y sus secuaces.
- El showman, cantante e imitador sin talento Johnny Pérez.
- La pareja dispareja de Rolo & Lulú.
- Los profesores de gimnasia de "Gym Tonic".

## Premios recibidos
- Premio Martín Fierro del Interior. Rubro: mejor programa humorístico de TV, 1996
- Premio Martín Fierro del Interior. Rubro: mejor programa humorístico de TV, 1997
- Premio Magazine a la trayectoria (Rosario), 2009